# Liste der Länder nach Wirtschaftswachstum

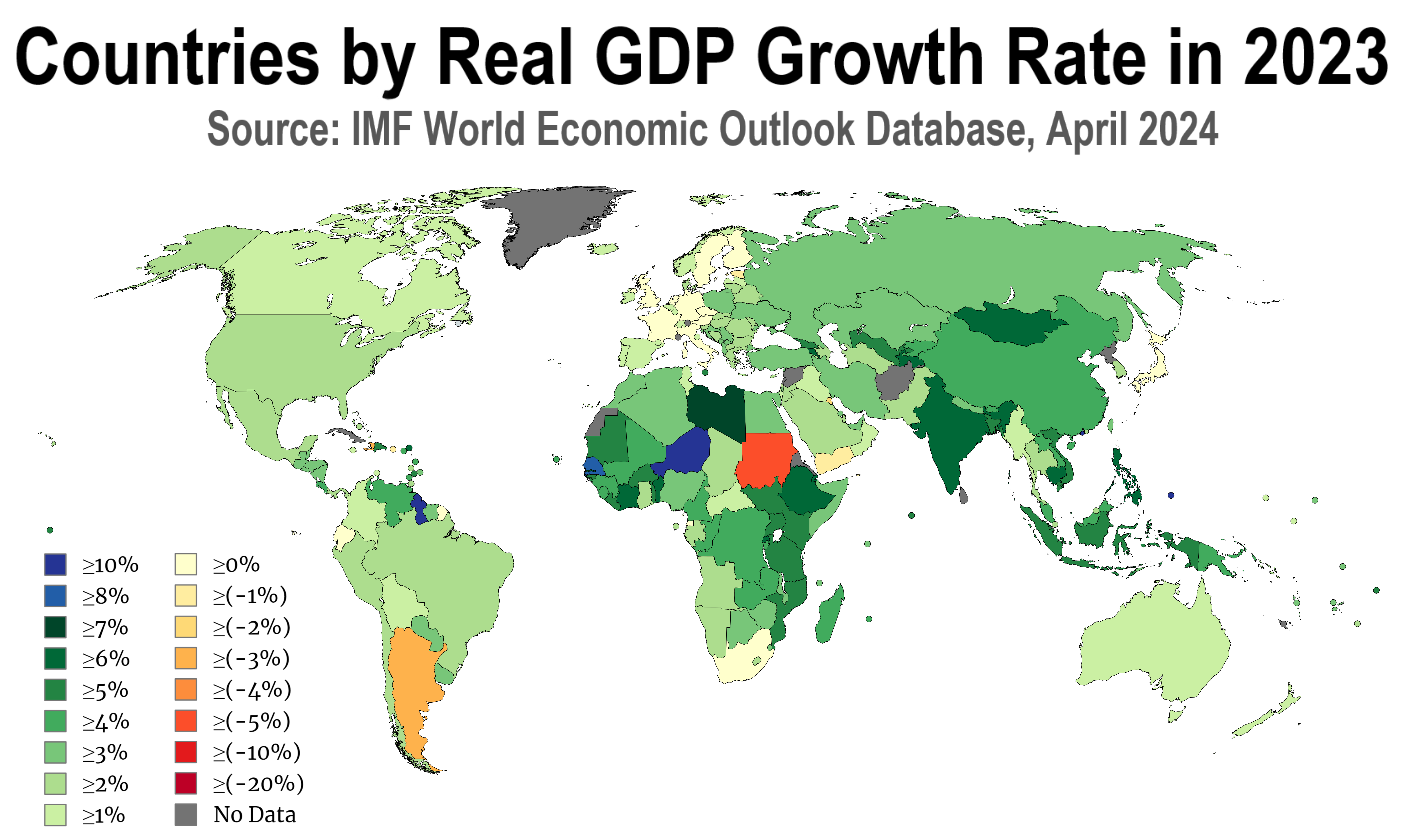
2023: Länder nach Wirtschaftswachstumsrate

Diese Liste der Länder nach Wirtschaftswachstum sortiert die Länder der Welt nach der Rate der Steigerung ihres Bruttoinlandsprodukts (BIP). Das BIP berechnet den Gesamtwert aller Güter (Waren und Dienstleistungen), die innerhalb eines Jahres innerhalb der Landesgrenzen einer Volkswirtschaft als Endprodukte hergestellt wurden, nach Abzug aller Vorleistungen. Die Wachstumsraten sind real (inflationsbereinigt) angegeben.

## Liste
Länder nach realer jährlicher Wachstumsrate ihrer Wirtschaft – sortiert nach ihrer Wachstumsrate im Jahr 2024 (Quelle: Weltbank und IWF):
| Land                               | BIP-Wachstum | BIP-Wachstum | BIP-Wachstum | BIP-Wachstum | BIP-Wachstum | BIP-Wachstum |
| Land                               | 2019         | 2020         | 2021         | 2022         | 2023         | 2024         |
| ---------------------------------- | ------------ | ------------ | ------------ | ------------ | ------------ | ------------ |
| weltweit ⌀                         | 2,71 %       | −2,85 %      | 6,42 %       | 3,36 %       | 2,94 %       | 2,86 %       |
| Guyana                             | 5,35 %       | 43,48 %      | 20,06 %      | 63,33 %      | 33,80 %      | 43,37 %      |
| Georgien                           | 5,38 %       | −6,29 %      | 10,64 %      | 10,96 %      | 7,83 %       | 9,43 %       |
| Samoa                              | 4,45 %       | −3,11 %      | −7,08 %      | −5,31 %      | 9,21 %       | 9,42 %       |
| Kirgisistan                        | 4,60 %       | -7,15 %      | 5,51 %       | 8,97 %       | 9,01 %       | 9,04 %       |
| Ruanda                             | 9,45 %       | −3,37 %      | 10,86 %      | 8,16 %       | 8,25 %       | 8,89 %       |
| Macau                              | −2,56 %      | −54,34 %     | 23,54 %      | −19,61 %     | 75,06 %      | 8,81 %       |
| Niger                              | 5,94 %       | 3,55 %       | 1,38 %       | 11,90 %      | 1,67 %       | 8,42 %       |
| Tadschikistan                      | 7,40 %       | 4,40 %       | 9,40 %       | 8,00 %       | 8,30 %       | 8,40 %       |
| Belize                             | 4,27 %       | −13,90 %     | 17,75 %      | 9,65 %       | 1,15 %       | 8,15 %       |
| Benin                              | 6,87 %       | 3,85 %       | 7,16 %       | 6,25 %       | 6,35 %       | 7,45 %       |
| Äthiopien                          | 8,36 %       | 6,06 %       | 5,64 %       | 5,32 %       | 6,59 %       | 7,32 %       |
| Kap Verde                          | 6,95 %       | −20,81 %     | 7,03 %       | 15,84 %      | 5,39 %       | 7,27 %       |
| Palau                              | 0,20 %       | -6,00 %      | −13,79 %     | −1,32 %      | 1,88 %       | 7,14 %       |
| Vietnam                            | 7,36 %       | 2,87 %       | 2,55 %       | 8,54 %       | 5,07 %       | 7,09 %       |
| Senegal                            | 4,61 %       | 1,34 %       | 6,54 %       | 3,85 %       | 4,26 %       | 6,89 %       |
| Demokratische Republik Kongo       | 4,38 %       | 1,74 %       | 6,20 %       | 8,92 %       | 8,61 %       | 6,68 %       |
| Usbekistan                         | 6,78 %       | 1,56 %       | 8,03 %       | 6,00 %       | 6,29 %       | 6,50 %       |
| Indien                             | 3,87 %       | −5,78 %      | 9,69 %       | 7,61 %       | 9,19 %       | 6,48 %       |
| Uganda                             | 6,44 %       | 2,95 %       | 3,54 %       | 4,59 %       | 5,34 %       | 6,14 %       |
| Kambodscha                         | 7,94 %       | −3,56 %      | 3,09 %       | 5,13 %       | 5,01 %       | 6,02 %       |
| Malta                              | 4,08 %       | −3,36 %      | 13,30 %      | 4,27 %       | 6,80 %       | 5,97 %       |
| Dschibuti                          | 5,55 %       | 1,20 %       | 4,41 %       | 5,17 %       | 7,37 %       | 5,95 %       |
| Elfenbeinküste                     | 6,72 %       | 0,70 %       | 7,06 %       | 6,40 %       | 6,45 %       | 5,95 %       |
| Armenien                           | 7,60 %       | −7,20 %      | 5,80 %       | 12,60 %      | 8,30 %       | 5,90 %       |
| Gambia                             | 6,22 %       | 0,59 %       | 5,26 %       | 5,49 %       | 4,80 %       | 5,75 %       |
| Philippinen                        | 6,12 %       | −9,52 %      | 5,71 %       | 7,58 %       | 5,52 %       | 5,69 %       |
| Ghana                              | 6,51 %       | 0,51 %       | 5,08 %       | 3,80 %       | 3,14 %       | 5,68 %       |
| Guinea                             | 5,62 %       | 4,70 %       | 5,58 %       | 3,97 %       | 5,54 %       | 5,67 %       |
| Tansania                           | 5,80 %       | 1,99 %       | 4,32 %       | 4,57 %       | 5,07 %       | 5,53 %       |
| Venezuela                          | −27,66 %     | −30,00 %     | 0,96 %       | 8,00 %       | 4,00 %       | 5,30 %       |
| Togo                               | 4,92 %       | 1,99 %       | 5,99 %       | 5,76 %       | 6,41 %       | 5,30 %       |
| Kiribati                           | 3,26 %       | −1,47 %      | 8,48 %       | 4,57 %       | 2,65 %       | 5,27 %       |
| Mauretanien                        | 3,14 %       | −0,36 %      | 0,74 %       | 6,80 %       | 6,51 %       | 5,20 %       |
| Malediven                          | 6,92 %       | −32,91 %     | 37,51 %      | 13,83 %      | 4,73 %       | 5,13 %       |
| Malaysia                           | 4,41 %       | −5,46 %      | 3,32 %       | 8,86 %       | 3,56 %       | 5,11 %       |
| Monaco                             | 7,12 %       | −13,24 %     | 22,23 %      | 11,05 %      | 5,04 %       |              |
| Indonesien                         | 5,02 %       | −2,07 %      | 3,70 %       | 5,31 %       | 5,05 %       | 5,03 %       |
| Sri Lanka                          | -0,22 %      | −4,62 %      | 4,21 %       | −7,35 %      | −2,33 %      | 5,01 %       |
| Mali                               | 5,00 %       | −1,17 %      | 3,10 %       | 3,51 %       | 4,72 %       | 5,00 %       |
| Burkina Faso                       | 5,89 %       | 2,01 %       | 6,94 %       | 1,50 %       | 2,96 %       | 4,99 %       |
| Volksrepublik China                | 6,07 %       | 2,34 %       | 8,57 %       | 3,13 %       | 5,41 %       | 4,98 %       |
| Dominikanische Republik            | 4,89 %       | −7,93 %      | 14,01 %      | 5,24 %       | 2,19 %       | 4,95 %       |
| Mongolei                           | 5,60 %       | −4,56 %      | 1,64 %       | 5,03 %       | 7,42 %       | 4,86 %       |
| Guinea-Bissau                      | 5,57 %       | 2,13 %       | 5,24 %       | 5,59 %       | 4,46 %       | 4,81 %       |
| Kasachstan                         | 4,50 %       | −2,50 %      | 4,30 %       | 3,20 %       | 5,10 %       | 4,80 %       |
| Liberia                            | −2,47 %      | −2,98 %      | 4,99 %       | 4,81 %       | 4,68 %       | 4,79 %       |
| Mauritius                          | 2,89 %       | −14,55 %     | 3,40 %       | 8,69 %       | 5,01 %       | 4,69 %       |
| Kenia                              | 5,11 %       | −0,27 %      | 7,59 %       | 4,86 %       | 5,56 %       | 4,50 %       |
| Angola                             | −0,70 %      | −5,64 %      | 1,20 %       | 3,04 %       | 1,08 %       | 4,42 %       |
| Kosovo                             | 4,76 %       | −5,34 %      | 10,75 %      | 4,28 %       | 4,07 %       | 4,41 %       |
| Singapur                           | 1,31 %       | −3,81 %      | 9,76 %       | 4,11 %       | 1,82 %       | 4,39 %       |
| Russland                           | 2,20 %       | −2,65 %      | 5,87 %       | −1,44 %      | 4,08 %       | 4,34 %       |
| Antigua und Barbuda                | 3,17 %       | −18,87 %     | 8,17 %       | 9,11 %       | 2,43 %       | 4,33 %       |
| Costa Rica                         | 2,42 %       | −4,27 %      | 7,94 %       | 4,55 %       | 5,11 %       | 4,32 %       |
| Laos                               | 5,46 %       | 0,50 %       | 2,53 %       | 2,71 %       | 3,75 %       | 4,26 %       |
| Paraguay                           | −0,40 %      | −0,82 %      | 4,02 %       | 0,18 %       | 5,00 %       | 4,25 %       |
| Bangladesch                        | 7,88 %       | 3,45 %       | 6,94 %       | 7,10 %       | 5,78 %       | 4,22 %       |
| Brunei                             | 3,87 %       | 1,13 %       | −1,59 %      | −1,63 %      | 1,13 %       | 4,20 %       |
| Madagaskar                         | 4,41 %       | −7,14 %      | 4,65 %       | 4,16 %       | 4,20 %       | 4,20 %       |
| Papua-Neuguinea                    | 4,48 %       | −3,17 %      | -0,51 %      | 5,71 %       | 3,81 %       | 4,10 %       |
| Aserbaidschan                      | 2,48 %       | −4,20 %      | 5,62 %       | 4,71 %       | 1,35 %       | 4,07 %       |
| St. Vincent und die Grenadinen     | 0,67 %       | −4,27 %      | 2,09 %       | 3,11 %       | 5,33 %       | 4,06 %       |
| Sambia                             | 1,44 %       | −2,79 %      | 6,23 %       | 5,21 %       | 5,37 %       | 4,04 %       |
| Bhutan                             | 5,76 %       | −10,22 %     | 4,42 %       | 5,21 %       | 4,88 %       | 4,04 %       |
| Belarus                            | 1,45 %       | −0,67 %      | 2,44 %       | -4,66 %      | 4,13 %       | 4,01 %       |
| Sierra Leone                       | 5,50 %       | −1,25 %      | 5,90 %       | 5,31 %       | 5,71 %       | 4,00 %       |
| Somalia                            | 2,82 %       | −2,75 %      | 3,46 %       | 2,73 %       | 4,22 %       | 3,97 %       |
| Vanuatu                            | 3,24 %       | −4,99 %      | −1,55 %      | 5,19 %       | -0,96 %      | 3,97 %       |
| Albanien                           | 2,06 %       | −3,31 %      | 8,97 %       | 4,83 %       | 3,94 %       | 3,96 %       |
| St. Lucia                          | −0,70 %      | −24,36 %     | 11,60 %      | 20,39 %      | 2,21 %       | 3,89 %       |
| Serbien                            | 4,75 %       | −0,95 %      | 7,95 %       | 2,63 %       | 3,85 %       | 3,88 %       |
| Fidschi                            | −0,58 %      | −17,04 %     | −4,88 %      | 19,79 %      | 7,52 %       | 3,83 %       |
| Kroatien                           | 3,10 %       | −8,31 %      | 12,63 %      | 7,29 %       | 3,30 %       | 3,81 %       |
| Barbados                           | 0,65 %       | −15,05 %     | −0,25 %      | 17,83 %      | 4,09 %       | 3,80 %       |
| Vereinigte Arabische Emirate       | 1,11 %       | −4,96 %      | 4,35 %       | 7,51 %       | 3,62 %       | 3,76 %       |
| Namibia                            | −0,84 %      | −8,10 %      | 3,60 %       | 5,40 %       | 4,44 %       | 3,71 %       |
| Grenada                            | 0,68 %       | −13,76 %     | 4,69 %       | 7,32 %       | 4,68 %       | 3,69 %       |
| Dänemark                           | 1,71 %       | −1,78 %      | 7,38 %       | 1,54 %       | 2,50 %       | 3,68 %       |
| Kamerun                            | 3,48 %       | 0,26 %       | 3,34 %       | 3,74 %       | 3,25 %       | 3,67 %       |
| Nepal                              | 6,66 %       | −2,37 %      | 4,84 %       | 5,63 %       | 1,98 %       | 3,67 %       |
| Tschad                             | 5,39 %       | −0,41 %      | 0,29 %       | 12,90 %      | 4,12 %       | 3,65 %       |
| Guatemala                          | 4,02 %       | −1,79 %      | 8,04 %       | 4,18 %       | 3,53 %       | 3,65 %       |
| Nicaragua                          | −2,90 %      | −2,24 %      | 10,45 %      | 3,55 %       | 4,43 %       | 3,59 %       |
| Honduras                           | 2,56 %       | −8,97 %      | 12,57 %      | 4,14 %       | 3,58 %       | 3,55 %       |
| Burundi                            | 1,81 %       | 0,33 %       | 3,10 %       | 1,85 %       | 2,67 %       | 3,49 %       |
| Seychellen                         | 5,51 %       | −11,74 %     | 0,55 %       | 12,71 %      | 2,26 %       | 3,47 %       |
| Zypern                             | 5,88 %       | −3,22 %      | 11,39 %      | 7,20 %       | 2,76 %       | 3,45 %       |
| Nigeria                            | 2,21 %       | −1,79 %      | 3,65 %       | 3,25 %       | 2,86 %       | 3,43 %       |
| Brasilien                          | 1,22 %       | −3,28 %      | 4,76 %       | 3,02 %       | 3,24 %       | 3,40 %       |
| Komoren                            | 3,63 %       | 4,01 %       | 2,73 %       | 2,82 %       | 3,06 %       | 3,39 %       |
| Gabun                              | 3,92 %       | −1,84 %      | 1,47 %       | 3,04 %       | 2,45 %       | 3,38 %       |
| Bahamas                            | −0,84 %      | −20,09 %     | 17,59 %      | 10,88 %      | 3,05 %       | 3,38 %       |
| Andorra                            | 2,02 %       | −11,18 %     | 8,29 %       | 9,56 %       | 2,58 %       | 3,37 %       |
| Tuvalu                             | 13,82 %      | −4,27 %      | 1,80 %       | 0,68 %       | 3,85 %       | 3,32 %       |
| Peru                               | 2,24 %       | −10,93 %     | 13,36 %      | 2,81 %       | -0,40 %      | 3,30 %       |
| Algerien                           | 0,90 %       | −5,00 %      | 3,80 %       | 3,60 %       | 4,10 %       | 3,30 %       |
| Marokko                            | 2,89 %       | −7,18 %      | 8,15 %       | 1,53 %       | 3,40 %       | 3,24 %       |
| Pakistan                           | 2,50 %       | −1,27 %      | 6,51 %       | 4,78 %       | −0,04 %      | 3,23 %       |
| Puerto Rico                        | 1,68 %       | −4,18 %      | 0,39 %       | 2,96 %       | 0,50 %       | 3,23 %       |
| Türkei                             | 0,82 %       | 1,86 %       | 11,44 %      | 5,53 %       | 5,11 %       | 3,18 %       |
| Spanien                            | 1,96 %       | −10,94 %     | 6,68 %       | 6,18 %       | 2,68 %       | 3,15 %       |
| Uruguay                            | 0,93 %       | −7,36 %      | 5,84 %       | 4,49 %       | 0,74 %       | 3,11 %       |
| Montenegro                         | 4,06 %       | −15,31 %     | 13,04 %      | 6,41 %       | 6,34 %       | 3,04 %       |
| Iran                               | -3,07 %      | 3,33 %       | 4,72 %       | 3,78 %       | 5,04 %       | 3,04 %       |
| Bahrain                            | 2,05 %       | −5,91 %      | 4,35 %       | 6,18 %       | 3,88 %       | 3,02 %       |
| Polen                              | 4,58 %       | −2,04 %      | 6,93 %       | 5,26 %       | 0,25 %       | 2,92 %       |
| Ukraine                            | 3,20 %       | −3,75 %      | 3,45 %       | −28,76 %     | 5,53 %       | 2,91 %       |
| Panama                             | 3,10 %       | −17,82 %     | 16,47 %      | 10,77 %      | 7,40 %       | 2,86 %       |
| Suriname                           | 1,17 %       | −15,98 %     | −2,44 %      | 2,41 %       | 2,54 %       | 2,84 %       |
| Bulgarien                          | 3,79 %       | −3,22 %      | 7,78 %       | 4,04 %       | 1,89 %       | 2,81 %       |
| Vereinigte Staaten                 | 2,58 %       | −2,16 %      | 6,06 %       | 2,51 %       | 2,89 %       | 2,80 %       |
| Litauen                            | 4,68 %       | 0,04 %       | 6,38 %       | 2,54 %       | 0,34 %       | 2,77 %       |
| Marshallinseln                     | 10,45 %      | −2,77 %      | 1,22 %       | −1,12 %      | −3,93 %      | 2,77 %       |
| Katar                              | 0,69 %       | −3,56 %      | 1,63 %       | 4,19 %       | 1,19 %       | 2,77 %       |
| Lesotho                            | −1,42 %      | −8,16 %      | 2,27 %       | 2,39 %       | 1,83 %       | 2,76 %       |
| Nordmazedonien                     | 3,91 %       | −4,69 %      | 4,51 %       | 2,76 %       | 2,07 %       | 2,76 %       |
| Chile                              | 0,63 %       | −6,14 %      | 11,31 %      | 2,15 %       | 0,52 %       | 2,64 %       |
| Eswatini                           | 6,08 %       | −2,86 %      | 3,43 %       | 1,12 %       | 3,44 %       | 2,64 %       |
| El Salvador                        | 2,44 %       | −7,89 %      | 11,90 %      | 2,95 %       | 3,54 %       | 2,60 %       |
| Republik Kongo                     | 1,12 %       | −6,27 %      | 1,02 %       | 1,48 %       | 1,91 %       | 2,58 %       |
| Hongkong                           | −1,67 %      | −6,54 %      | 6,45 %       | −3,68 %      | 3,21 %       | 2,54 %       |
| Salomonen                          | 1,75 %       | −3,38 %      | 2,56 %       | 2,40 %       | 2,66 %       | 2,54 %       |
| Thailand                           | 2,11 %       | −6,05 %      | 1,55 %       | 2,58 %       | 2,02 %       | 2,53 %       |
| Jordanien                          | 1,75 %       | −1,10 %      | 3,66 %       | 2,65 %       | 2,88 %       | 2,49 %       |
| Bosnien und Herzegowina            | 2,89 %       | −3,02 %      | 7,39 %       | 4,23 %       | 1,99 %       | 2,48 %       |
| Ägypten                            | 5,55 %       | 3,55 %       | 3,29 %       | 6,59 %       | 3,76 %       | 2,40 %       |
| Griechenland                       | 2,28 %       | −9,20 %      | 8,65 %       | 5,74 %       | 2,33 %       | 2,27 %       |
| Afghanistan                        | 3,91 %       | −2,35 %      | −20,74 %     | −6,24 %      | 2,27 %       |              |
| Turkmenistan                       | 6,30 %       | 5,90 %       | 6,20 %       | 6,20 %       | 6,30 %       | 2,26 %       |
| Bermuda                            | 0,31 %       | −6,83 %      | 4,61 %       | 6,48 %       | 4,92 %       | 2,11 %       |
| Norwegen                           | 1,12 %       | −1,28 %      | 3,91 %       | 3,25 %       | 0,07 %       | 2,10 %       |
| Tonga                              | -0,21 %      | 1,78 %       | 0,36 %       | −2,31 %      | 2,08 %       | 2,07 %       |
| Slowakei                           | 2,28 %       | −2,59 %      | 5,70 %       | 0,44 %       | 2,17 %       | 2,06 %       |
| Dominica                           | 3,95 %       | −15,71 %     | 5,38 %       | 10,40 %      | 3,65 %       | 2,05 %       |
| Simbabwe                           | -6,33 %      | −7,82 %      | 8,47 %       | 6,14 %       | 5,34 %       | 2,03 %       |
| Südkorea                           | 2,24 %       | -0,71 %      | 4,30 %       | 2,61 %       | 1,36 %       | 2,03 %       |
| Portugal                           | 2,75 %       | −8,20 %      | 5,56 %       | 6,99 %       | 2,61 %       | 1,93 %       |
| Mosambik                           | 2,32 %       | −1,22 %      | 2,38 %       | 4,36 %       | 5,44 %       | 1,85 %       |
| Malawi                             | 5,72 %       | 0,79 %       | 4,56 %       | 0,92 %       | 1,89 %       | 1,83 %       |
| Saudi-Arabien                      | 1,65 %       | −3,80 %      | 6,52 %       | 12,00 %      | 0,54 %       | 1,81 %       |
| Nauru                              | 8,49 %       | 1,98 %       | 7,21 %       | 2,95 %       | 0,65 %       | 1,76 %       |
| Kolumbien                          | 3,19 %       | −7,19 %      | 10,80 %      | 7,33 %       | 0,71 %       | 1,74 %       |
| Oman                               | −1,13 %      | −3,38 %      | 2,58 %       | 7,99 %       | 1,19 %       | 1,67 %       |
| Trinidad und Tobago                | 0,47 %       | −8,90 %      | −0,91 %      | 1,08 %       | 1,43 %       | 1,65 %       |
| Slowenien                          | 3,51 %       | −4,09 %      | 8,39 %       | 2,70 %       | 2,11 %       | 1,59 %       |
| Zentralafrikanische Republik       | 3,10 %       | 0,90 %       | 0,98 %       | 0,45 %       | 0,70 %       | 1,54 %       |
| Kanada                             | 1,91 %       | −5,04 %      | 5,95 %       | 4,19 %       | 1,53 %       | 1,53 %       |
| Mexiko                             | −0,39 %      | −8,35 %      | 6,05 %       | 3,71 %       | 3,30 %       | 1,45 %       |
| Australien                         | 2,17 %       | −0,12 %      | 2,11 %       | 4,24 %       | 3,44 %       | 1,43 %       |
| Bolivien                           | 2,22 %       | −8,74 %      | 6,11 %       | 3,61 %       | 3,08 %       | 1,38 %       |
| Tunesien                           | 1,59 %       | −9,01 %      | 4,74 %       | 2,67 %       | 0,04 %       | 1,35 %       |
| Schweiz                            | 1,14 %       | −2,14 %      | 5,56 %       | 3,04 %       | 0,68 %       | 1,30 %       |
| Irland                             | 5,04 %       | 7,16 %       | 16,26 %      | 8,62 %       | −5,53 %      | 1,22 %       |
| St. Kitts und Nevis                | 2,94 %       | −15,30 %     | 0,37 %       | 10,34 %      | 4,33 %       | 1,17 %       |
| Frankreich                         | 2,03 %       | −7,44 %      | 6,88 %       | 2,57 %       | 0,94 %       | 1,17 %       |
| Tschechien                         | 3,57 %       | −5,30 %      | 4,03 %       | 2,85 %       | −0,06 %      | 1,12 %       |
| Vereinigtes Königreich             | 1,62 %       | −10,30 %     | 8,58 %       | 4,84 %       | 0,40 %       | 1,10 %       |
| Luxemburg                          | 2,75 %       | −0,51 %      | 6,93 %       | −1,10 %      | −0,69 %      | 1,03 %       |
| Europäische Union                  | 1,88 %       | −5,57 %      | 6,36 %       | 3,49 %       | 0,46 %       | 1,03 %       |
| Belgien                            | 2,44 %       | −4,79 %      | 6,21 %       | 4,26 %       | 1,20 %       | 1,02 %       |
| Niederlande                        | 2,30 %       | −3,87 %      | 6,28 %       | 5,01 %       | 0,07 %       | 0,98 %       |
| Schweden                           | 2,55 %       | −2,01 %      | 5,94 %       | 1,46 %       | -0,11 %      | 0,97 %       |
| Äquatorialguinea                   | -5,48 %      | −4,79 %      | 0,86 %       | 3,22 %       | -5,09 %      | 0,91 %       |
| São Tomé und Príncipe              | 2,01 %       | 2,62 %       | 1,90 %       | 0,17 %       | 0,37 %       | 0,90 %       |
| Israel                             | 3,71 %       | −2,02 %      | 9,39 %       | 6,26 %       | 1,83 %       | 0,87 %       |
| Grönland                           | 2,83 %       | 0,25 %       | 1,63 %       | 2,00 %       | 0,87 %       |              |
| Rumänien                           | 3,92 %       | −3,67 %      | 5,55 %       | 3,97 %       | 2,40 %       | 0,81 %       |
| Italien                            | 0,43 %       | −8,87 %      | 8,93 %       | 4,82 %       | 0,72 %       | 0,73 %       |
| Föderierte Staaten von Mikronesien | 4,08 %       | −1,67 %      | 3,10 %       | −2,91 %      | 0,48 %       | 0,72 %       |
| San Marino                         | 2,07 %       | -6,65 %      | 13,90 %      | 7,90 %       | 0,40 %       | 0,70 %       |
| Südafrika                          | 0,26 %       | −6,17 %      | 4,96 %       | 1,91 %       | 0,70 %       | 0,58 %       |
| Island                             | 1,86 %       | −6,94 %      | 5,03 %       | 8,98 %       | 5,65 %       | 0,52 %       |
| Ungarn                             | 5,08 %       | −4,34 %      | 7,22 %       | 4,27 %       | −0,84 %      | 0,51 %       |
| Moldau                             | 3,55 %       | −8,28 %      | 13,93 %      | −4,60 %      | 1,20 %       | 0,10 %       |
| Japan                              | −0,40 %      | −4,17 %      | 2,70 %       | 0,94 %       | 1,48 %       | 0,08 %       |
| Neuseeland                         | 2,32 %       | −0,31 %      | 4,54 %       | 3,50 %       | 1,39 %       | −0,13 %      |
| Finnland                           | 1,35 %       | −2,49 %      | 2,68 %       | 0,76 %       | −0,95 %      | −0,15 %      |
| Deutschland                        | 0,99 %       | −4,10 %      | 3,67 %       | 1,37 %       | −0,27 %      | −0,24 %      |
| Estland                            | 3,73 %       | −2,88 %      | 7,15 %       | 0,06 %       | −3,02 %      | −0,26 %      |
| Lettland                           | 0,68 %       | −3,47 %      | 6,94 %       | 1,81 %       | 2,85 %       | −0,44 %      |
| Libyen                             | −11,20 %     | −29,46 %     | 28,33 %      | −8,25 %      | 10,16 %      | −0,61 %      |
| Jamaika                            | 0,89 %       | −9,92 %      | 4,60 %       | 5,22 %       | 2,60 %       | −0,72 %      |
| Myanmar                            | 6,58 %       | −9,05 %      | −12,02 %     | 4,04 %       | 0,96 %       | -0,97 %      |
| Österreich                         | 1,75 %       | −6,32 %      | 4,80 %       | 5,28 %       | −0,95 %      | −1,17 %      |
| Syrien                             | 1,22 %       | −0,70 %      | 1,85 %       | 0,73 %       | −1,21 %      |              |
| Jemen                              | 2,10 %       | −8,50 %      | −1,00 %      | 1,50 %       | −2,00 %      | −1,50 %      |
| Irak                               | 5,51 %       | −12,04 %     | 1,50 %       | 7,96 %       | 0,52 %       | −1,55 %      |
| Argentinien                        | −2,00 %      | −9,90 %      | 10,44 %      | 5,27 %       | −1,61 %      | −1,72 %      |
| Ecuador                            | 0,17 %       | −9,25 %      | 9,42 %       | 5,87 %       | 1,99 %       | -2,00 %      |
| Osttimor                           | 23,41 %      | 31,96 %      | 5,32 %       | −20,54 %     | −18,12 %     | −2,19 %      |
| Kuwait                             | 2,26 %       | −4,82 %      | 1,67 %       | 6,76 %       | −1,67 %      | −2,56 %      |
| Botswana                           | 3,03 %       | −8,73 %      | 11,92 %      | 5,49 %       | 3,21 %       | −2,99 %      |
| Haiti                              | −1,72 %      | −3,31 %      | −1,80 %      | −1,68 %      | −1,86 %      | −4,17 %      |
| Libanon                            | −6,91 %      | −21,40 %     | −7,00 %      | −0,62 %      | −0,76 %      | −7,50 %      |
| Sudan                              | −2,18 %      | −3,63 %      | −1,87 %      | −0,96 %      | −29,43 %     | −13,49 %     |
| Palästina                          | 1,36 %       | −11,32 %     | 7,01 %       | 4,08 %       | −4,56 %      | −26,56 %     |
| Südsudan                           | 0,86 %       | −6,49 %      | 5,33 %       | −5,19 %      | 2,46 %       | −27,61 %     |
| Land                               | 2019         | 2020         | 2021         | 2022         | 2023         | 2024         |
| Land                               | BIP-Wachstum |              |              |              |              |              |

## BIP-pro-Kopf-Wachstum
Länder nach der Wachstumsrate ihres BIP pro Kopf im Jahr 2023.
| Land                               | Wachstumsrate 2023 |
| ---------------------------------- | ------------------ |
| Macau                              | 78,23 %            |
| Guyana                             | 32,18 %            |
| Armenien                           | 8,80 %             |
| Fidschi                            | 7,26 %             |
| Mauritius                          | 7,08 %             |
| Indien                             | 6,72 %             |
| Samoa                              | 6,41 %             |
| St. Vincent und die Grenadinen     | 6,27 %             |
| Tadschikistan                      | 6,26 %             |
| Montenegro                         | 6,16 %             |
| Georgien                           | 6,11 %             |
| Panama                             | 5,89 %             |
| Ruanda                             | 5,80 %             |
| Mongolei                           | 5,51 %             |
| Volksrepublik China                | 5,31 %             |
| Dschibuti                          | 5,21 %             |
| Demokratische Republik Kongo       | 5,11 %             |
| Bangladesch                        | 4,69 %             |
| Albanien                           | 4,63 %             |
| Guinea                             | 4,56 %             |
| Malediven                          | 4,52 %             |
| Costa Rica                         | 4,48 %             |
| Belarus                            | 4,45 %             |
| Barbados                           | 4,38 %             |
| Vietnam                            | 4,33 %             |
| Kambodscha                         | 4,30 %             |
| Indonesien                         | 4,28 %             |
| Dominica                           | 4,28 %             |
| Kirgisistan                        | 4,27 %             |
| Iran                               | 4,22 %             |
| Grenada                            | 4,19 %             |
| Kap Verde                          | 4,18 %             |
| Türkei                             | 4,09 %             |
| Eswatini                           | 4,05 %             |
| Togo                               | 4,00 %             |
| Philippinen                        | 3,95 %             |
| Elfenbeinküste                     | 3,91 %             |
| Äthiopien                          | 3,85 %             |
| Usbekistan                         | 3,76 %             |
| Kasachstan                         | 3,70 %             |
| Benin                              | 3,56 %             |
| Paraguay                           | 3,48 %             |
| Kenia                              | 3,37 %             |
| Antigua und Barbuda                | 3,27 %             |
| Seychellen                         | 3,25 %             |
| Serbien                            | 3,25 %             |
| St. Kitts und Nevis                | 3,22 %             |
| Belize                             | 3,13 %             |
| Kroatien                           | 3,13 %             |
| Nicaragua                          | 3,12 %             |
| Tuvalu                             | 3,09 %             |
| El Salvador                        | 3,05 %             |
| Sambia                             | 2,99 %             |
| St. Lucia                          | 2,96 %             |
| Moldau                             | 2,89 %             |
| Simbabwe                           | 2,78 %             |
| Gambia                             | 2,75 %             |
| Sint Maarten                       | 2,71 %             |
| Namibia                            | 2,67 %             |
| Griechenland                       | 2,66 %             |
| Vereinigte Arabische Emirate       | 2,58 %             |
| Malaysia                           | 2,56 %             |
| Kiribati                           | 2,50 %             |
| Algerien                           | 2,49 %             |
| Liberia                            | 2,48 %             |
| Mexiko                             | 2,46 %             |
| Japan                              | 2,42 %             |
| Bulgarien                          | 2,40 %             |
| Bosnien und Herzegowina            | 2,39 %             |
| Libanon                            | 2,38 %             |
| Brasilien                          | 2,38 %             |
| Uganda                             | 2,35 %             |
| Laos                               | 2,33 %             |
| Jamaika                            | 2,27 %             |
| Marshallinseln                     | 2,18 %             |
| Ägypten                            | 2,17 %             |
| Jordanien                          | 2,15 %             |
| Nordmazedonien                     | 2,13 %             |
| Mosambik                           | 2,13 %             |
| Rumänien                           | 2,10 %             |
| Mali                               | 2,07 %             |
| Guinea-Bissau                      | 2,05 %             |
| Guatemala                          | 2,05 %             |
| Vereinigte Staaten                 | 2,04 %             |
| Honduras                           | 2,01 %             |
| Bahamas                            | 1,98 %             |
| Trinidad und Tobago                | 1,84 %             |
| Welt                               | 1,78 %             |
| Thailand                           | 1,73 %             |
| Slowakei                           | 1,69 %             |
| Bahrain                            | 1,57 %             |
| Madagaskar                         | 1,54 %             |
| Dominikanische Republik            | 1,42 %             |
| Aserbaidschan                      | 1,42 %             |
| Malta                              | 1,39 %             |
| Kamerun                            | 1,33 %             |
| Ecuador                            | 1,29 %             |
| Südkorea                           | 1,28 %             |
| Sierra Leone                       | 1,25 %             |
| Spanien                            | 1,24 %             |
| Italien                            | 1,23 %             |
| Suriname                           | 1,22 %             |
| Slowenien                          | 1,16 %             |
| Portugal                           | 1,14 %             |
| Dänemark                           | 1,14 %             |
| Andorra                            | 1,11 %             |
| Senegal                            | 1,09 %             |
| Bolivien                           | 1,08 %             |
| Puerto Rico                        | 1,02 %             |
| Botswana                           | 1,00 %             |
| Island                             | 1,00 %             |
| Ghana                              | 1,00 %             |
| Tschad                             | 0,96 %             |
| Komoren                            | 0,86 %             |
| Papua-Neuguinea                    | 0,82 %             |
| Nepal                              | 0,80 %             |
| Salomonen                          | 0,70 %             |
| Mauretanien                        | 0,69 %             |
| Brunei                             | 0,62 %             |
| Hongkong                           | 0,61 %             |
| Australien                         | 0,60 %             |
| Polen                              | 0,53 %             |
| Nigeria                            | 0,44 %             |
| Palau                              | 0,43 %             |
| Turks- und Caicosinseln            | 0,41 %             |
| Frankreich                         | 0,41 %             |
| Burkina Faso                       | 0,40 %             |
| Uruguay                            | 0,36 %             |
| Gabun                              | 0,27 %             |
| Myanmar                            | 0,26 %             |
| Kolumbien                          | 0,20 %             |
| Belgien                            | 0,19 %             |
| Chile                              | 0,09 %             |
| Burundi                            | −0,01 %            |
| Israel                             | −0,09 %            |
| Schweiz                            | −0,13 %            |
| Föderierte Staaten von Mikronesien | −0,14 %            |
| Vanuatu                            | −0,16 %            |
| Lesotho                            | −0,16 %            |
| Nauru                              | −0,18 %            |
| Oman                               | −0,19 %            |
| Südafrika                          | −0,27 %            |
| Ungarn                             | −0,36 %            |
| Republik Kongo                     | −0,37 %            |
| Tunesien                           | −0,40 %            |
| Lettland                           | −0,41 %            |
| Norwegen                           | −0,62 %            |
| Schweden                           | −0,67 %            |
| Vereinigtes Königreich             | −0,71 %            |
| Niederlande                        | −0,88 %            |
| Malawi                             | −1,01 %            |
| Deutschland                        | −1,11 %            |
| Niger                              | −1,25 %            |
| Neuseeland                         | −1,41 %            |
| Peru                               | −1,43 %            |
| Finnland                           | −1,53 %            |
| Sri Lanka                          | −1,66 %            |
| Litauen                            | −1,73 %            |
| Österreich                         | −1,81 %            |
| Kanada                             | −1,85 %            |
| Pakistan                           | −1,94 %            |
| Zentralafrikanische Republik       | −2,00 %            |
| Angola                             | −2,16 %            |
| Tschechien                         | −2,16 %            |
| Saudi-Arabien                      | −2,20 %            |
| São Tomé und Príncipe              | −2,40 %            |
| Argentinien                        | −2,44 %            |
| Libyen                             | −2,76 %            |
| Haiti                              | −3,03 %            |
| Kuwait                             | −3,17 %            |
| Luxemburg                          | −3,39 %            |
| Singapur                           | −3,72 %            |
| Estland                            | −4,24 %            |
| Irak                               | −5,09 %            |
| Irland                             | −5,69 %            |
| Palästina                          | −7,74 %            |
| Äquatorialguinea                   | −7,88 %            |
| Osttimor                           | −15,57 %           |

## Länder nach Steigerung der Wirtschaftsleistung seit 1990

### Prozentuales Wachstum
Die folgende Liste sortiert verschiedene Länder nach der gesamten prozentualen Steigerung des kaufkraftbereinigten Bruttoinlandsprodukts (BIP) zwischen 1990 und 2020 – alle Angaben in Internationalen Dollar (Quelle: Weltbank):
| Land                           | BIP in Mio. Internationalen Dollar | BIP in Mio. Internationalen Dollar | Steigerung |
| Land                           | 1990                               | 2020                               | Steigerung |
| ------------------------------ | ---------------------------------- | ---------------------------------- | ---------- |
| Welt                           | 29.296.790                         | 132.646.848                        | 352,8 %    |
| Äquatorialguinea               | 274                                | 25.172                             | 9.082,8 %  |
| Volksrepublik China            | 1.115.320                          | 24.273.360                         | 2.076,4 %  |
| Myanmar                        | 17.581                             | 260.816                            | 1.383,5 %  |
| Äthiopien                      | 19.875                             | 278.552                            | 1.301,5 %  |
| Laos                           | 4.368                              | 59.910                             | 1.271,5 %  |
| Vietnam                        | 62.392                             | 842.042                            | 1.249,6 %  |
| Bhutan                         | 827                                | 8.880                              | 972,7 %    |
| Mosambik                       | 3.786                              | 40.525                             | 970,5 %    |
| Kap Verde                      | 359                                | 3.545                              | 886,4 %    |
| Irland                         | 48.183                             | 467.566                            | 870,4 %    |
| Bangladesch                    | 87.748                             | 837.063                            | 853,9 %    |
| Ghana                          | 18.279                             | 173.893                            | 851,3 %    |
| Panama                         | 12.465                             | 115.530                            | 826,8 %    |
| Burkina Faso                   | 5.198                              | 47.641                             | 816,5 %    |
| Uganda                         | 11.660                             | 105.075                            | 801,1 %    |
| Indien                         | 1.049.390                          | 8.907.027                          | 748,8 %    |
| Chile                          | 59.884                             | 479.199                            | 700,2 %    |
| Libanon                        | 10.761                             | 83.876                             | 679,4 %    |
| Singapur                       | 72.629                             | 560.199                            | 671,3 %    |
| Dominikanische Republik        | 26.168                             | 194.575                            | 643,6 %    |
| Malaysia                       | 122.934                            | 902.586                            | 634,2 %    |
| Sri Lanka                      | 39.966                             | 289.887                            | 625,3 %    |
| Nepal                          | 16.249                             | 116.802                            | 618,8 %    |
| Ruanda                         | 4.049                              | 28.675                             | 608,1 %    |
| Malta                          | 3.188                              | 22.398                             | 602,5 %    |
| Mali                           | 6.795                              | 47.356                             | 596,9 %    |
| Tansania                       | 23.515                             | 161.177                            | 585,4 %    |
| Kenia                          | 35.028                             | 239.400                            | 583,4 %    |
| Costa Rica                     | 15.688                             | 107.138                            | 582,9 %    |
| Guyana                         | 2.270                              | 15.500                             | 582,7 %    |
| Malawi                         | 4.412                              | 30.004                             | 580,0 %    |
| Benin                          | 6.271                              | 42.500                             | 577,7 %    |
| Jordanien                      | 15.650                             | 105.660                            | 575,1 %    |
| Luxemburg                      | 11.317                             | 74.836                             | 561,2 %    |
| Guinea                         | 5.608                              | 37.002                             | 559,8 %    |
| Sudan                          | 28.988                             | 186.087                            | 541,9 %    |
| Tschad                         | 4.165                              | 26.337                             | 532,4 %    |
| Südkorea                       | 358.069                            | 2.233.001                          | 523,6 %    |
| Ägypten                        | 208.455                            | 1.290.208                          | 518,9 %    |
| Bolivien                       | 16.302                             | 97.672                             | 499,1 %    |
| Indonesien                     | 559.131                            | 3.302.377                          | 490,6 %    |
| Elfenbeinküste                 | 24.493                             | 143.979                            | 487,8 %    |
| Togo                           | 3.146                              | 18.409                             | 485,2 %    |
| Papua-Neuguinea                | 6.643                              | 38.709                             | 482,7 %    |
| Philippinen                    | 164.958                            | 919.424                            | 457,4 %    |
| Polen                          | 235.153                            | 1.300.375                          | 453,0 %    |
| Angola                         | 38.878                             | 214.895                            | 452,7 %    |
| Bahrain                        | 13.328                             | 73.476                             | 451,3 %    |
| Nigeria                        | 196.055                            | 1.069.189                          | 445,4 %    |
| Botswana                       | 7.311                              | 39.791                             | 444,2 %    |
| Mongolei                       | 7.309                              | 39.669                             | 442,7 %    |
| Sambia                         | 11.860                             | 63.417                             | 434,7 %    |
| Honduras                       | 10.168                             | 53.688                             | 428,0 %    |
| Peru                           | 74.191                             | 391.680                            | 427,9 %    |
| Thailand                       | 243.860                            | 1.272.885                          | 422,0 %    |
| Pakistan                       | 207.064                            | 1.077.210                          | 420,2 %    |
| Türkei                         | 458.849                            | 2.371.568                          | 416,9 %    |
| Rumänien                       | 122.217                            | 616.110                            | 404,1 %    |
| Niger                          | 6.130                              | 30.563                             | 398,5 %    |
| Senegal                        | 11.693                             | 58.290                             | 398,5 %    |
| Mauritius                      | 5.237                              | 25.997                             | 396,4 %    |
| Guatemala                      | 30.079                             | 149.267                            | 396,2 %    |
| Usbekistan                     | 51.141                             | 252.573                            | 393,9 %    |
| Albanien                       | 8.377                              | 39.211                             | 368,1 %    |
| Kamerun                        | 21.857                             | 100.151                            | 358,2 %    |
| Australien                     | 295.756                            | 1.349.040                          | 356,1 %    |
| Mauretanien                    | 5.368                              | 24.443                             | 355,3 %    |
| Neuseeland                     | 49.478                             | 224.989                            | 354,7 %    |
| Namibia                        | 5.312                              | 23.839                             | 348,8 %    |
| Nicaragua                      | 8.244                              | 36.899                             | 347,6 %    |
| Kolumbien                      | 165.917                            | 741.128                            | 346,7 %    |
| Zypern                         | 7.721                              | 34.385                             | 345,3 %    |
| Komoren                        | 653                                | 2.881                              | 341,0 %    |
| Norwegen                       | 78.113                             | 339.972                            | 335,2 %    |
| Marokko                        | 63.790                             | 273.663                            | 329,0 %    |
| Hongkong                       | 104.223                            | 443.204                            | 325,2 %    |
| Salomonen                      | 427                                | 1.799                              | 321,0 %    |
| Sierra Leone                   | 3.353                              | 13.868                             | 313,5 %    |
| Belize                         | 625                                | 2.567                              | 310,4 %    |
| Paraguay                       | 22.771                             | 92.815                             | 307,6 %    |
| Tunesien                       | 29.787                             | 121.279                            | 307,2 %    |
| Trinidad und Tobago            | 8.621                              | 35.031                             | 306,3 %    |
| Seychellen                     | 623                                | 2.530                              | 306,0 %    |
| Argentinien                    | 234.714                            | 942.367                            | 301,5 %    |
| Armenien                       | 9.815                              | 39.364                             | 301,1 %    |
| Macau                          | 9.368                              | 37.537                             | 300,7 %    |
| Tuvalu                         | 14                                 | 55                                 | 299,0 %    |
| Uruguay                        | 19.870                             | 79.184                             | 298,5 %    |
| Grenada                        | 456                                | 1.788                              | 292,5 %    |
| Ecuador                        | 49.414                             | 192.246                            | 289,0 %    |
| Guinea-Bissau                  | 987                                | 3.835                              | 288,4 %    |
| Aserbaidschan                  | 38.372                             | 146.111                            | 280,8 %    |
| Dänemark                       | 93.563                             | 352.208                            | 276,4 %    |
| Lesotho                        | 1.384                              | 5.152                              | 272,2 %    |
| Kasachstan                     | 135.211                            | 501.279                            | 270,7 %    |
| Gambia                         | 1.488                              | 5.505                              | 270,0 %    |
| Vanuatu                        | 247                                | 895                                | 261,8 %    |
| Niederlande                    | 286.005                            | 1.033.018                          | 261,2 %    |
| El Salvador                    | 15.367                             | 55.126                             | 258,7 %    |
| Mexiko                         | 678.415                            | 2.428.201                          | 257,9 %    |
| Belarus                        | 53.310                             | 189.854                            | 256,1 %    |
| Eswatini                       | 2.894                              | 10.272                             | 255,0 %    |
| Vereinigte Staaten             | 5.963.144                          | 20.936.600                         | 251,1 %    |
| Russland                       | 1.187.876                          | 4.133.084                          | 247,9 %    |
| St. Kitts und Nevis            | 376                                | 1.305                              | 246,3 %    |
| St. Vincent und die Grenadinen | 413                                | 1.417                              | 243,1 %    |
| Spanien                        | 530.638                            | 1.815.204                          | 242,1 %    |
| Fidschi                        | 3.061                              | 10.400                             | 239,8 %    |
| Tschechien                     | 131.987                            | 446.544                            | 238,3 %    |
| Demokratische Republik Kongo   | 30.554                             | 101.302                            | 231,5 %    |
| Österreich                     | 149.145                            | 491.315                            | 229,4 %    |
| Schweden                       | 174.392                            | 564.916                            | 223,9 %    |
| Belgien                        | 185.821                            | 600.544                            | 223,2 %    |
| Schweiz                        | 190.834                            | 616.262                            | 222,9 %    |
| Nordmazedonien                 | 11.032                             | 35.264                             | 219,7 %    |
| Kiribati                       | 91                                 | 288                                | 216,2 %    |
| Brasilien                      | 998.502                            | 3.153.597                          | 215,8 %    |
| Madagaskar                     | 14.069                             | 44.114                             | 213,6 %    |
| Finnland                       | 90.265                             | 282.563                            | 213,0 %    |
| Saudi-Arabien                  | 520.905                            | 1.627.982                          | 212,5 %    |
| Vereinigtes Königreich         | 972.727                            | 3.019.057                          | 210,4 %    |
| Frankreich                     | 1.025.467                          | 3.115.307                          | 203,8 %    |
| Südafrika                      | 236.292                            | 717.389                            | 203,6 %    |
| Portugal                       | 117.317                            | 355.500                            | 203,0 %    |
| Kirgisistan                    | 11.181                             | 32.727                             | 192,7 %    |
| Deutschland                    | 1.542.270                          | 4.469.546                          | 189,8 %    |
| Gabun                          | 11.769                             | 33.810                             | 187,3 %    |
| Algerien                       | 178.161                            | 494.125                            | 177,3 %    |
| Burundi                        | 3.345                              | 9.170                              | 174,1 %    |
| Iran                           | 405.937                            | 1.101.657                          | 171,4 %    |
| Zentralafrikanische Republik   | 1.784                              | 4.731                              | 165,3 %    |
| Tadschikistan                  | 13.958                             | 36.800                             | 163,7 %    |
| Bulgarien                      | 65.675                             | 168.799                            | 157,0 %    |
| Antigua und Barbuda            | 725                                | 1.855                              | 155,9 %    |
| St. Lucia                      | 942                                | 2.377                              | 152,3 %    |
| Dominica                       | 303                                | 751                                | 148,1 %    |
| Republik Kongo                 | 8.190                              | 20.078                             | 145,2 %    |
| Puerto Rico                    | 47.479                             | 112.683                            | 137,3 %    |
| Jamaika                        | 11.533                             | 27.306                             | 136,8 %    |
| Italien                        | 1.054.560                          | 2.491.740                          | 136,3 %    |
| Simbabwe                       | 18.504                             | 43.034                             | 132,6 %    |
| Bahamas                        | 5.508                              | 12.762                             | 131,7 %    |
| Griechenland                   | 135.408                            | 305.005                            | 125,2 %    |
| Japan                          | 2.508.892                          | 5.313.023                          | 111,8 %    |
| Georgien                       | 27.519                             | 55.201                             | 100,6 %    |
| Brunei                         | 14.466                             | 28.725                             | 98,6 %     |
| Barbados                       | 2.500                              | 3.901                              | 56,1 %     |
| Ukraine                        | 379.074                            | 545.057                            | 43,8 %     |

### Gesamtes Wachstum
Die folgende Liste sortiert die ersten 20 Länder nach Beitrag zum gesamten Wachstum des weltweiten kaufkraftbereinigten Bruttoinlandsprodukts (BIP) zwischen 1990 und 2016 – alle Angaben in Internationalen Dollar (Quelle: Weltbank):
| Land                   | 1990–2016: Steigerung des BIP in Mio. Int. US-Dollar | Anteil an welt- weitem Wachstum |
| ---------------------- | ---------------------------------------------------- | ------------------------------- |
| weltweit               | 91.392.355                                           | 100 %                           |
| Volksrepublik China    | 20.297.212                                           | 22,2 %                          |
| Vereinigte Staaten     | 12.589.511                                           | 13,8 %                          |
| Indien                 | 7.715.975                                            | 8,4 %                           |
| Japan                  | 2.863.102                                            | 3,1 %                           |
| Indonesien             | 2.489.679                                            | 2,7 %                           |
| Deutschland            | 2.485.633                                            | 2,7 %                           |
| Russland               | 2.209.134                                            | 2,4 %                           |
| Brasilien              | 2.142.753                                            | 2,3 %                           |
| Vereinigtes Königreich | 1.838.456                                            | 2,0 %                           |
| Mexiko                 | 1.762.767                                            | 1,9 %                           |
| Frankreich             | 1.741.727                                            | 1,9 %                           |
| Türkei                 | 1.596.556                                            | 1,7 %                           |
| Südkorea               | 1.477.286                                            | 1,6 %                           |
| Saudi-Arabien          | 1.308.762                                            | 1,5 %                           |
| Italien                | 1.260.632                                            | 1,4 %                           |
| Spanien                | 1.156.749                                            | 1,3 %                           |
| Iran                   | 1.085.172                                            | 1,2 %                           |
| Kanada                 | 1.038.700                                            | 1,2 %                           |
| Thailand               | 921.713                                              | 1,1 %                           |
| Nigeria                | 903.943                                              | 1,1 %                           |
| Land                   | 1990–2016: Steigerung des BIP in Mio. Int. US-Dollar | Anteil an welt- weitem Wachstum |